# Bernalda
Bernalda község (comune) Olaszország Basilicata régiójában Matera megyében.

## Fekvése
A település egy, a Basento és Bradano folyók közötti vízválasztó egyik dombjára épült. A község területén találhatók az ókori Metapontum romjai.

## Története
A település története a 10. századra nyúlik vissza. Valószínűleg a tengerparti területekről, a folyamatos kalóztámadások elől menekülő lakosok alapították. Első írásos említése 1200-ból származik Camarda néven. A Bernalda név első említése 1470-ből származik. A középkor során különböző nemesi családok birtoka volt. Ebben az időszakban épült fel a település   erődítménye is. 1930-ban lett önálló miután hozzácsatolták az ókori Metapontum területét is. A városból származik Francis Ford Coppola amerikai filmrendező családja.

## Főbb látnivalói
- Metapontum romjai
- San Bernardino da Siena-templom